# Stanley Osher
Stanley Joel Osher (ur. 24 kwietnia 1942 w Nowym Jorku) – amerykański matematyk i fizyk, laureat Nagrody Carla Friedricha Gaussa z 2014 roku. Specjalizuje się w metodach numerycznych równań różniczkowych cząstkowych i matematyce stosowanej.

## Życiorys
Urodził się 24 kwietnia 1942 w Brooklynie. Studia ukończył w 1962 w Brooklyn College, a doktorat uzyskał w 1966 na New York University (promotorem jego rozprawy zatytułowanej Similarity Properties of Certain Volterra Operators on {\displaystyle L_{p}[0,1]} był Jacob T. Schwartz). 
Po doktoracie przez dwa lata pracował w Brookhaven National Laboratory. W latach 1968-1970 był zatrudniony na Uniwersytecie Kalifornijskim w Berkeley, a w 1970-1977 na Stony Brook University. Od 1977 jest profesorem Uniwersytetu Kalifornijskiego w Los Angeles. 
Wypromował 64 doktorów.

## Publikacje i osiągnięcia
Autor ponad 300 artykułów. Swoje prace publikował m.in. w „Journal of Computational Physics”, „Journal of Scientific Computing”, „SIAM Journal on Numerical Analysis”, „Bulletin of the American Mathematical Society”, „SIAM Journal on Imaging Sciences”, „Communications on Pure and Applied Mathematics”, „Journal of the American Mathematical Society", „Transactions of the American Mathematical Society” i „Acta Numerica”.
Nagrodę Gaussa otrzymał za ważny wkład w kilka dziedzin matematyki stosowanej oraz za dalekosiężne wynalazki, które zmieniły nasze pojmowanie pojęć fizycznych i matematycznych, dając nowe narzędzia do zrozumienia świata.
Wniósł ogromny wkład w metody numeryczne równań różniczkowych cząstkowych (np. metody ENO i WENO) oraz zastosowania matematyki np. w modelowanie płynów i materiałów, przetwarzanie obrazu oraz grafikę komputerową.

## Wyróżnienia
Osher był wielokrotnie nagradzany. Otrzymał m.in.:
- 2016   William Benter Prize in Applied Mathematics[7]
- 2014   Nagrodę Gaussa[6]
- 2005   Ralph E. Kleinman Prize[8]
- 2003   Pioneer Prize[9]

W roku 1994 był prelegentem sekcyjnym, a w 2010 plenarnym na Międzynarodowym Kongresie Matematyków.
Jest członkiem m.in. National Academy of Sciences (od 2005), American Academy of Arts and Sciences (od 2009), Amerykańskiego Towarzystwa Matematycznego (od 2013) i National Academy of Engineering (od 2018). 